# Discografia de Busted
Busted va ser una banda de pop rock britànica formada l'any 2001. La banda estava composta pel guitarrista rítmic James Bourne, pel guitarrista solista Charlie Simpson i pel baixista Matt Willis, tots ells cantaven també. La discografia de la banda va consistir en dos àlbums d'estudi, un àlbum en directe i nou senzills.

## Àlbums d'estudi
| Any  | Detalls de lliurament                                                                                      | Posició a les llistes | Posició a les llistes | Posició a les llistes | Posició a les llistes | Posició a les llistes | Posició a les llistes | Posició a les llistes | Certificats (sales thresholds) |
| Any  | Detalls de lliurament                                                                                      | GB                    | IR                    | DIN                   | AUT                   | FRA                   | EU                    | PB                    | Certificats (sales thresholds) |
| ---- | --- | --------------------- | --------------------- | --------------------- | --------------------- | --------------------- | --------------------- | --------------------- | ------------------------------ |
| 2003 | Busted - Lliurat: 30 de Setembre del 2002 - Discogràfica: Island Records - Formats: CD, LP                 | 2                     | 9                     | 9                     | 19                    | 57                    | 92                    | 51                    |                                |
| 2004 | A Present for Everyone - Lliurat: 17 de Novembre del 2003 - Discogràfica: Island Records - Formats: CD, LP | 2                     | 9                     | 33                    | —                     | —                     | —                     | —                     |                                |

### Àlbums en directe
| Àlbum                              | Posició a les llistes | Data de lliurament      |
| ---------------------------------- | --------------------- | ----------------------- |
| A Ticket for Everyone: Busted Live | 11                    | 11 de Novembre del 2004 |

### Compilacions
| Compilació | Posició a les llistes | Data de lliurament    |
| ---------- | --------------------- | --------------------- |
| Busted     | -                     | 12 d'Octubre del 2004 |

## Senzills
| Any  | Senzill                         | Posició a les llistes | Posició a les llistes | Posició a les llistes | Posició a les llistes | Posició a les llistes | Posició a les llistes | Posició a les llistes | Posició a les llistes | Posició a les llistes | Posició a les llistes | Posició a les llistes | Àlbum                  |
| Any  | Senzill                         | GB                    | IR                    | AUS                   | AL                    | AUS                   | SUÏ                   | DIN                   | FRA                   | NOR                   | PB                    | JAP                   | Àlbum                  |
| ---- | ------------------------------- | --------------------- | --------------------- | --------------------- | --------------------- | --------------------- | --------------------- | --------------------- | --------------------- | --------------------- | --------------------- | --------------------- | ---------------------- |
| 2002 | "What I Go to School For"       | 3                     | 20                    | 32                    | 34                    | 22                    | 33                    | -                     | -                     | -                     | -                     | -                     | Busted                 |
| 2003 | "Year 3000"                     | 2                     | 2                     | 15                    | 21                    | 42                    | 48                    | 10                    | 45                    | 19                    | 5                     | -                     | Busted                 |
| 2003 | "You Said No"                   | 1                     | 3                     | 62                    | 38                    | -                     | -                     | 15                    | -                     | -                     | 27                    | -                     | Busted                 |
| 2003 | "Sleeping with the Light On"    | 3                     | 4                     | -                     | -                     | -                     | -                     | -                     | -                     | -                     | -                     | -                     | Busted                 |
| 2003 | "Hurra Hurra Die Schule Brennt" | -                     | -                     | 20                    | 19                    | -                     | 34                    | -                     | -                     | -                     | -                     | -                     | senzill sense àlbum    |
| 2003 | "Crashed the Wedding"           | 1                     | 3                     | 70                    | 45                    | -                     | 59                    | -                     | -                     | -                     | 28                    | -                     | A Present for Everyone |
| 2004 | "Who's David?"                  | 1                     | 9                     | -                     | -                     | -                     | -                     | -                     | -                     | -                     | -                     | -                     | A Present for Everyone |
| 2004 | "Air Hostess"                   | 2                     | 12                    | -                     | 51                    | -                     | -                     | -                     | -                     | -                     | -                     | -                     | A Present for Everyone |
| 2004 | "Thunderbirds/3am"              | 1                     | 6                     | -                     | 92                    | -                     | -                     | -                     | -                     | -                     | 72                    | 1                     | A Present for Everyone |
| 2004 | "She Wants to Be Me"            | -                     | -                     | -                     | -                     | -                     | -                     | -                     | -                     | -                     | -                     | -                     | A Present for Everyone |